# 昂皮拉尼
昂皮拉尼（法語：Empurany）是法国阿尔代什省的一个市镇，属于罗讷河畔图尔农区（Tournon-sur-Rhône）拉马斯特尔县（Lamastre）。该市镇2009年时的人口为598人。

## 人口
昂皮拉尼人口变化图示
| 数据来源：INSEE |